# Skolplattformen
Skolplattformen var Stockholms kommuns skolplattform. Sommaren 2024 ersattes dess funktion av appen Infomentor.
Medieanalytikern och skribenten Olle Lidbom skrev en bok om Skolplattformen, Skolplattformen – en sann historia om miljarder, konsulter, föräldrar och barn.

## Öppna skolplattformen
Öppna skolplattformen är en mobilapplikation som initialt använder Stockholms kommuns skolplattforms back-end. Plattformen är ett medborgarinitiativ som startade med att ett antal föräldrar var missnöjda över funktionerna hos den av Stockholms kommuns utvecklade plattformen. Initiativet mottogs positivt av användarna men Stockholms stad överraskades av att andra ville använda deras API[källa behövs]. 
Initiativet har skapat en debatt i tidningarna om öppna plattformar och de höga kostnader som utvecklingen av Stockholms kommuns plattform medfört. Enligt vissa uträkningar har kostnaderna passerat 1 miljard kronor.
I detta fall gjorde medborgarna ett gränssnitt till det tekniska system (back-end) hos staden som håller all data om elever, lärare, schema, matsedel, med mera. Staden valde inledningsvis att motarbeta initiativet[källa behövs] men under hösten 2021 började de prata på politisk nivå om att samspela istället[källa behövs].
API:n som användes av stadens egen webbplats kunde inte säkras mot att andra använder den utan att webbplatsen låsas ner för alla. Staden försökte förgäves med obfuskering av koden, men den knäcktes på några timmar av medborgarna[källa behövs]. Notan för obfuskering för staden var 80 000 kronor och det påverkade den egna webbsidan och inloggningen negativt[källa behövs].

### Bilder

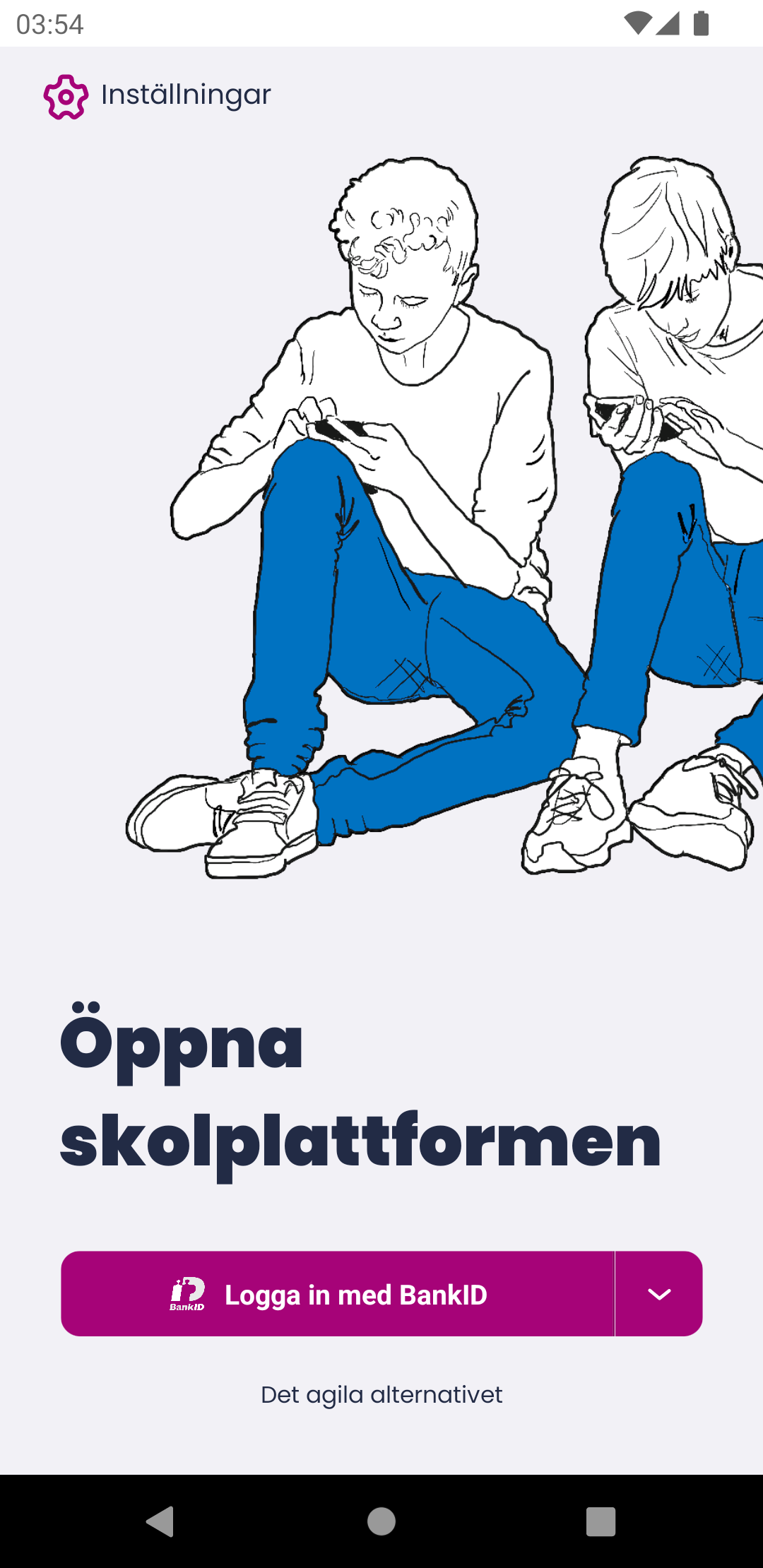
startsida
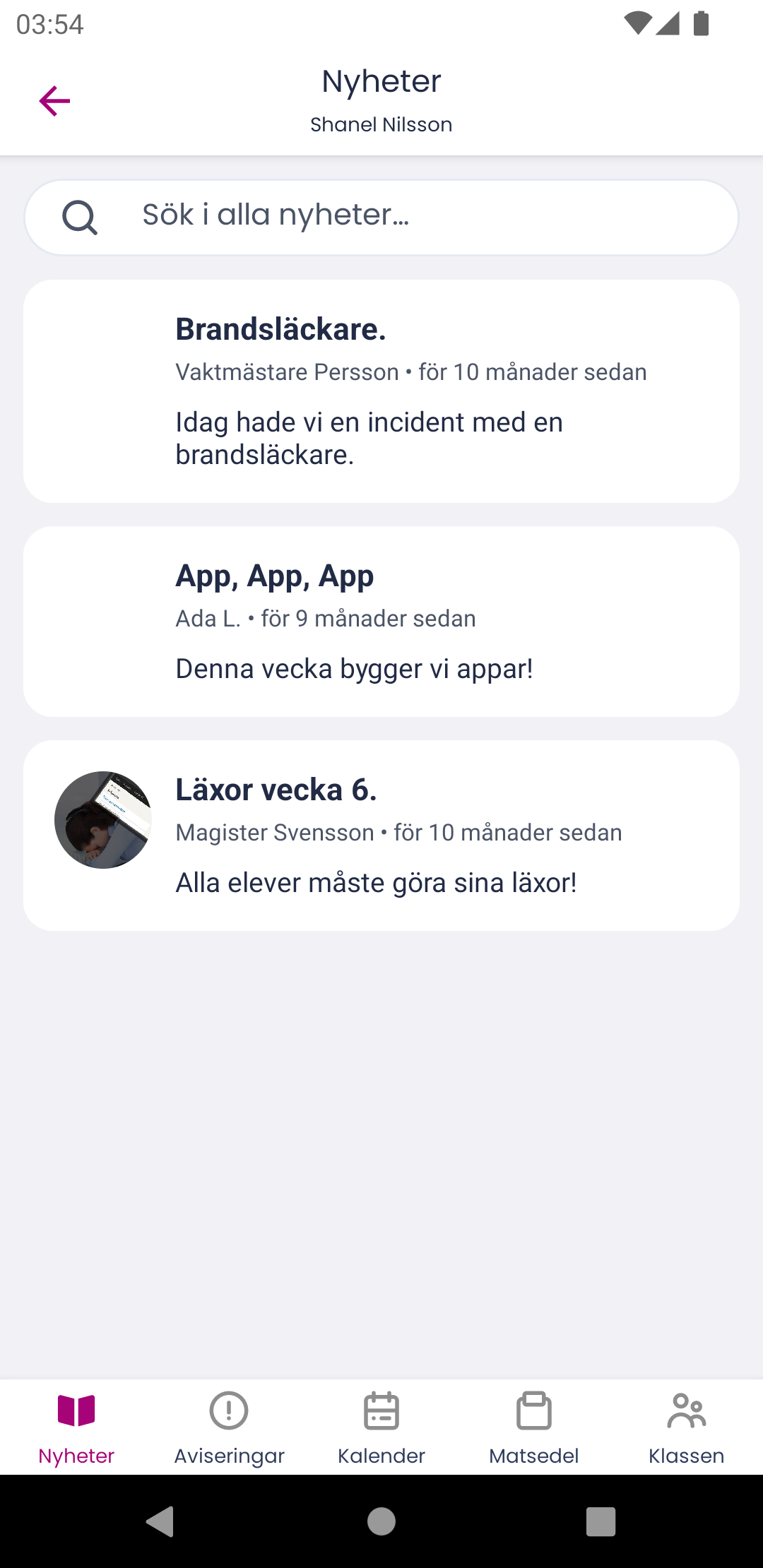
nyheter i skolan
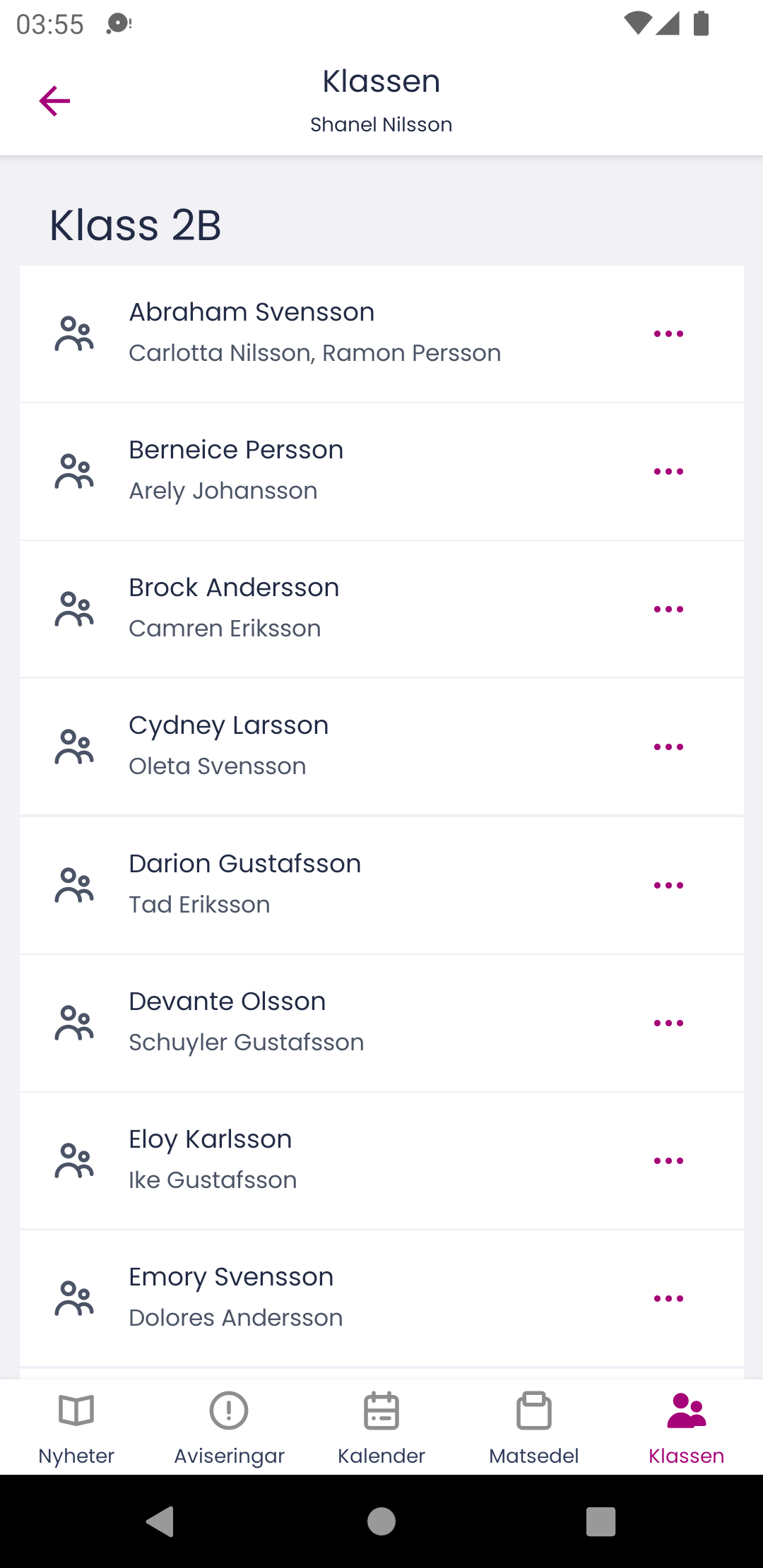
klasslista
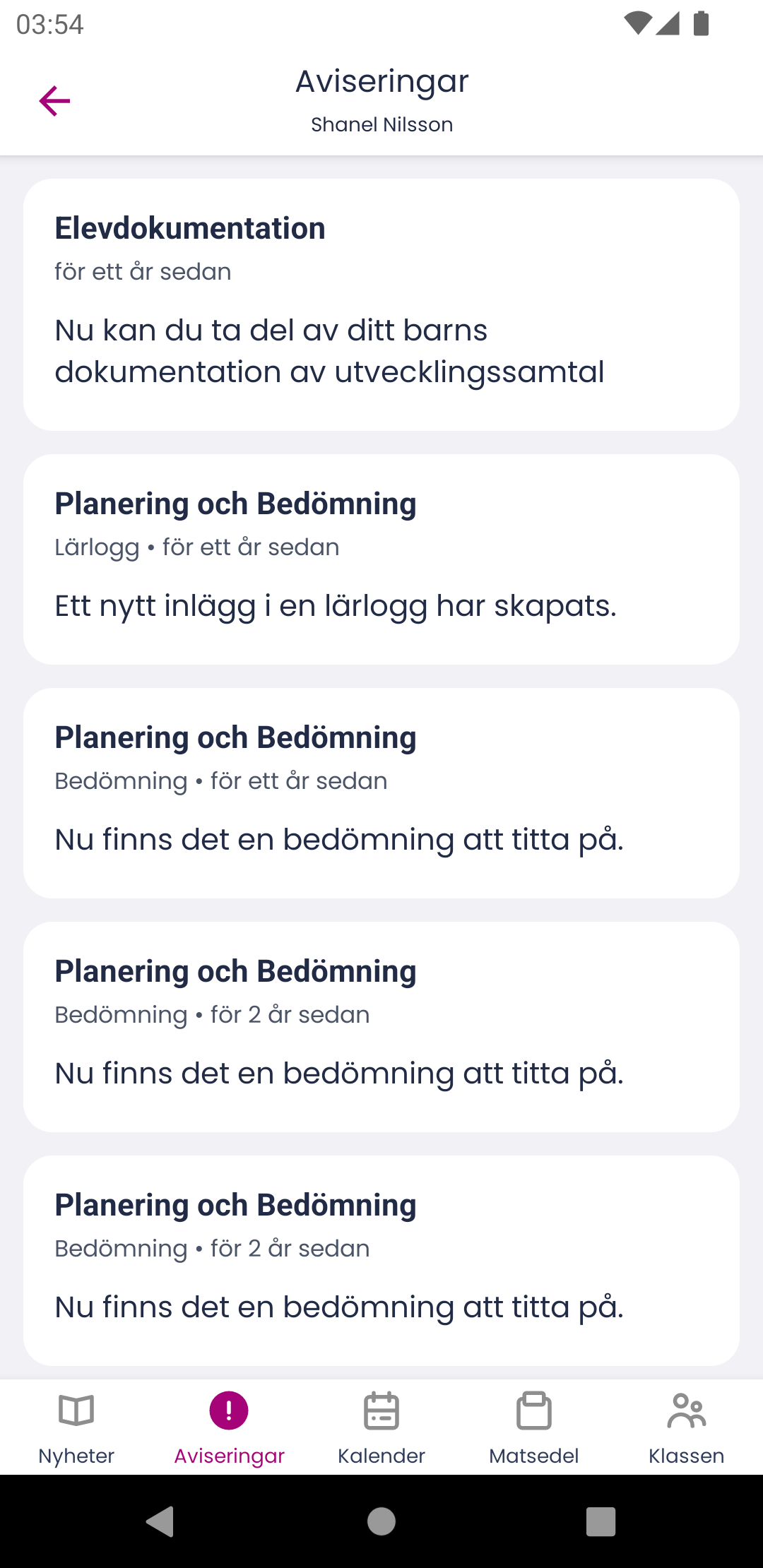
notifieringar
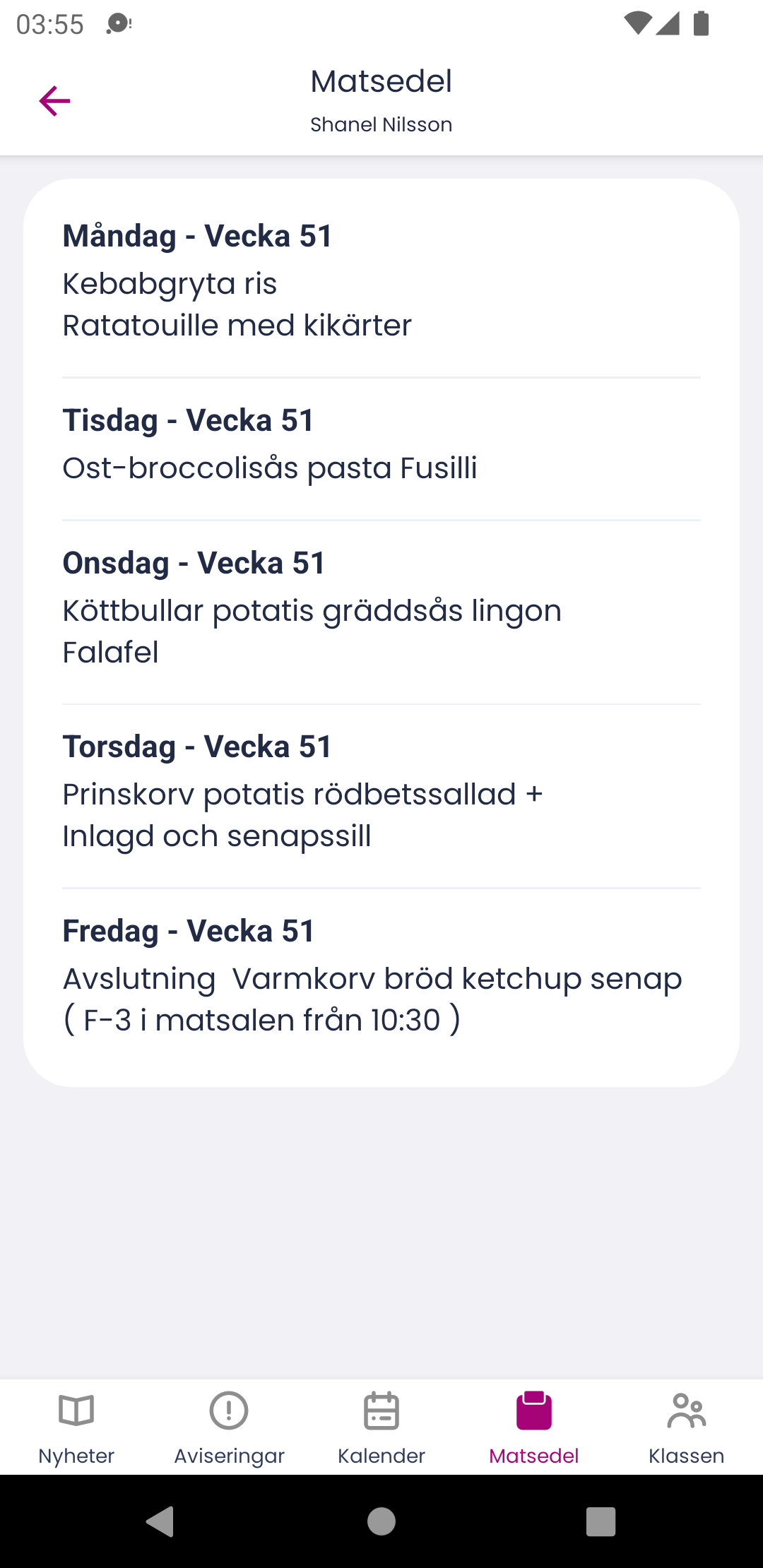
skolmaten
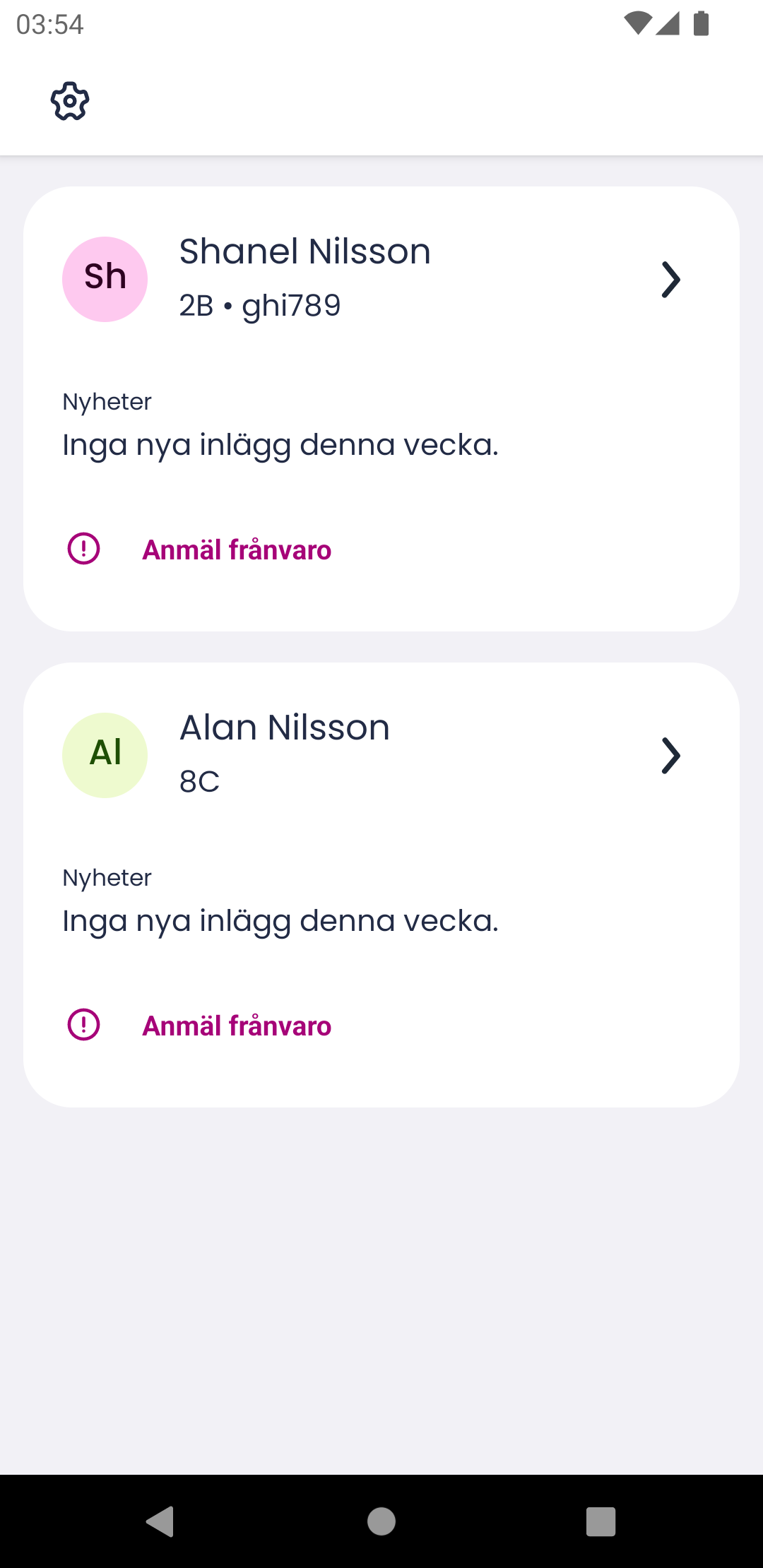
översikt nyheter
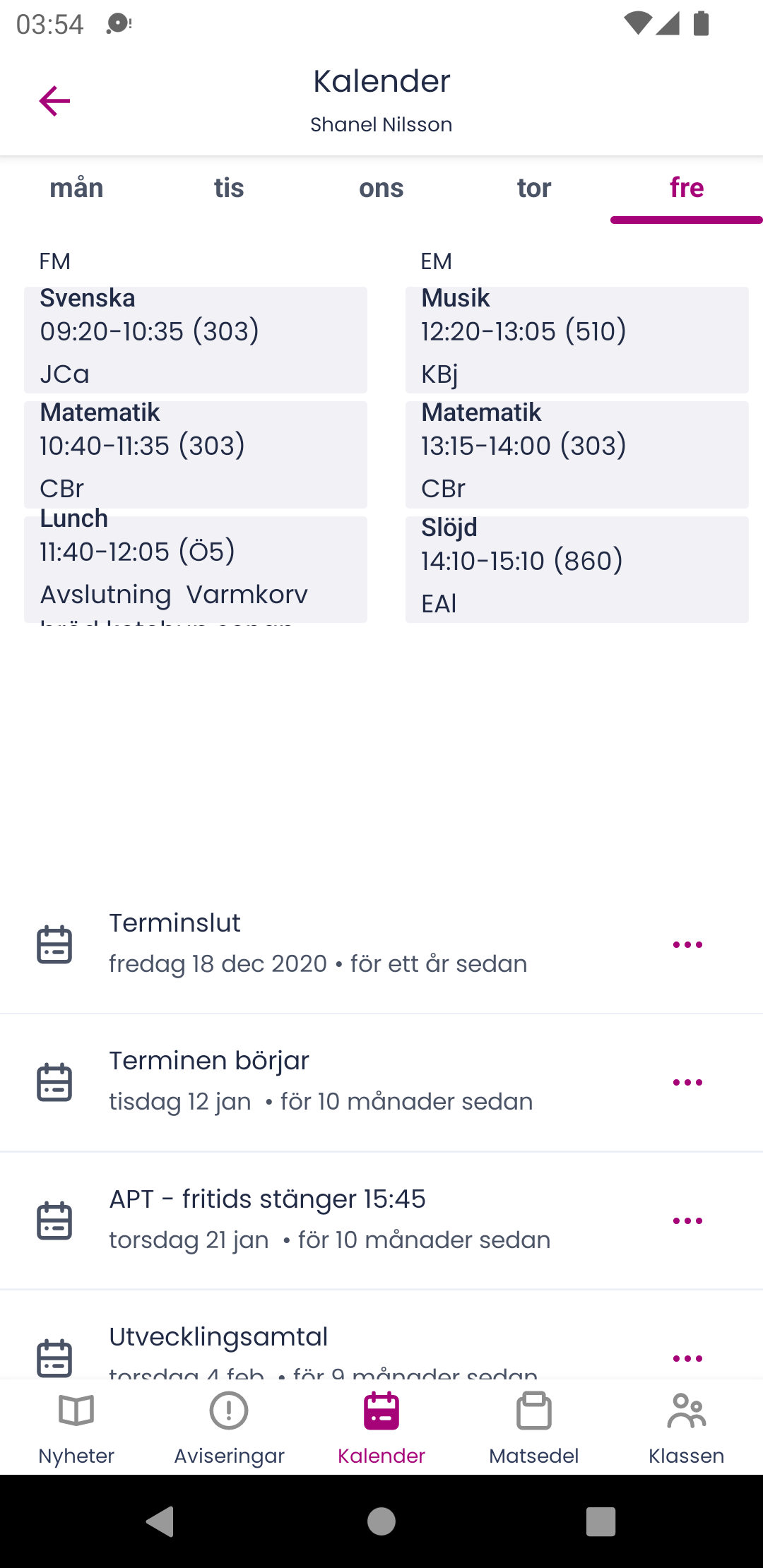
kalender